# Andrzej Karolak
Andrzej Karolak (ur. 29 listopada 1936 w Ostrowi Mazowieckiej) – polski aktor teatralny i filmowy.

## Życiorys
Urodził się w Ostrowi Mazowieckiej, gdzie spędził okres wojny. Od 1946 mieszkał w Jeleniej Górze, gdzie ojciec pełnił funkcję wiceprezydenta miasta; tam Andrzej Karolak ukończył Liceum Ogólnokształcące. Studiował prawo, ale postanowił zostać aktorem. Z Teatrem Dramatycznym związał się w 1957 r. Zanim jednak zdobył szlify cenionego aktora, przeszedł chyba wszelkie szczeble pracy w teatrze: był statystą, inspicjentem (1957-1966), rekwizytorem. W 1966 w warszawskiej PWST zdał egzamin aktorski. W teatrze debiutował 27 kwietnia 1957. Występował w spektaklach Ireny Górskiej-Damięckiej, Zbigniewa Sawana, Jerzego Zegalskiego, Krystyny Meissner, Bronisława Orlicza, Henryka Rozena, Ewy Kutryś, Jerzego Satanowskiego oraz Waldemara Śmigasiewicza. W latach 1998–2002 był dyrektorem naczelnym i artystycznym Teatru Dramatycznego im. Aleksandra Węgierki w Białymstoku.
W teatrze zagrał ponad 150 ról, w tym połowa to role główne. Zaczął od kreacji Don Alonzo w „Cydzie” w reż. Karoliny Lubieńskiej (1958), następnie były tak znakomite role jak: kreacja Andrzeja Busłaja w „Progu” Aleksieja Dudaraua w reż. Miriam Aleksandrowicz-Kraśko (1984), Ślepiec w sztuce „Stara kobieta wysiaduje” Różewicza w reż. Janusza Kozłowskiego (1987), Aktor w „Ja, Feuerbach”, Dorsta (1994) i Miecio w „Gęsiach za wodą” Abramowa-Newerlego w reż. Andrzeja Jakimca (1996), monodram „Kabaret Kici Koci” w reż. Zbigniewa Maka (1987) oraz kreacja w „Krzesłach” Ionesco w reż. Śmigasiewicza, „Liście z Ameryki” Madeja w reż. Jakimca. Był również reżyserem spektakli: „Niezwykła przygoda” Janusza Odrowąża (1973), „Chłopiec z gwiazd” Oscara Wilde’a (1975), „Farfurka królowej Bony” Anny Świerszczyńskiej (1986).
Niezależnie od dodatkowych artystycznych zajęć, Karolak nieprzerwanie grał na scenie Teatru Dramatycznego. Przeżył dziesięciu dyrektorów, by zostać jedenastym. Funkcję dyrektora naczelnego i artystycznego teatru pełnił w latach 1998–2002. W tym czasie wykonał remont generalny widowni, odświeżył zespół aktorski, zaprosił do współpracy znanego i cenionego reżysera Waldemara Śmigasiewicza, który przyjął stanowisko konsultanta artystycznego teatru. Wyprowadzili oni wraz z zespołem teatr na szerokie wody. Powstało wiele znakomitych spektakli, jak choćby „Tango”, „Moralność pani Dulskiej”, „Awantura w Chioggi”, kontrowersyjna „Konopielka” czy „Iwona księżniczka Burgunda”.
Był wieloletnim wykładowcą PWST w Białymstoku.

## Odznaczenia
- Srebrny Krzyż Zasługi (1980)[2]
- Odznaka Honorowa Województwa Podlaskiego (2014)[4]

## Nagrody
- 1984 Toruń – XXVI FTPP – wyróżnienie za rolę Busłaja w przedstawieniu „Próg” z Teatru im. Węgierki w Białymstoku[2]
- 2000 Złote Klucze – nagroda białostockiego „Kuriera Porannego” w dziedzinie kultury[2]

## Filmografia
- „Ostatni strzał[5]” (1958) reż. Jan Rybkowski
- „Odejścia, powroty” (1972) reż. Wojciech Marczewski
- „To taki wiek” (1982) reż. Jerzy Siech
- „Sny i marzenia” (1983) reż. Janusz Petelski

## Role teatralne[2]
- 21 lutego 1958 Madame Sans-Gene Victorien Sardou postać: Vabotrain reżyseria: Ładosiówna Irena teatr: Teatr im. Aleksandra Węgierki, Białystok
- 21 lutego 1958 Madame Sans-Gene Victorien Sardou postać: Vaboutrain reżyseria: Ładosiówna Irena teatr: Teatr im. Aleksandra Węgierki, Białystok
- 2 października 1958 Tramwaj zwany pożądaniem Tennessee Williams postać: Inkasent reżyseria: Górska Irena teatr: Teatr im. Aleksandra Węgierki, Białystok
- 14 listopada 1958 Cyd Stanisław Wyspiański postać: Don Alozno reżyseria: Lubieńska Karolina teatr: Teatr im. Aleksandra Węgierki, Białystok
- 25 lutego 1959 Opera za trzy grosze Bertolt Brecht postać: Żebrak reżyseria: Górska Irena teatr: Teatr im. Aleksandra Węgierki, Białystok
- 15 czerwca 1960 Z przeszłości. Tryptyk dramatyczny Maria Konopnicka postać: Anafest reżyseria: Sawan Zbigniew teatr: Teatr im. Aleksandra Węgierki, Białystok
- 11 października 1960 Dziś u nas inaczej (program kabaretowy) Program składany/kabaretowy/rewiowy forma twórczości: role reżyseria: Sawan Zbigniew teatr: Teatr im. Aleksandra Węgierki, Białystok
- 26 lipca 1961 Wiele hałasu o nic William Shakespeare postać: Poseł reżyseria: Sawan Zbigniew teatr: Teatr im. Aleksandra Węgierki, Białystok
- 30 grudnia 1961 Maskarada Michał Lermontow postać: Lokaj reżyseria: Czechak Bohdan teatr: Teatr im. Aleksandra Węgierki, Białystok
- 10 czerwca 1962 Sumienie Konstanty Simonow postać: Człowiek z rozpylaczem reżyseria: Zegalski Jerzy teatr: Teatr im. Aleksandra Węgierki, Białystok
- 29 września 1962 Skiz Gabriela Zapolska postać: Lokaj reżyseria: Meissner Krystyna teatr: Teatr im. Aleksandra Węgierki, Białystok
- 17 listopada 1962 Circe albo miłość silniejsza ponad wszelkie czary Pedro Calderon de la Barca postać: Bratamonte reżyseria: Zegalski Jerzy teatr: Teatr im. Aleksandra Węgierki, Białystok
- 10 stycznia 1963 Śluby panieńskie Aleksander Fredro postać: Jan reżyseria: Domańska Stefania teatr: Teatr im. Aleksandra Węgierki, Białystok
- 23 lutego 1963 Ostatni brat Bohdan Drozdowski postać: Karol reżyseria: Meissner Krystyna teatr: Teatr im. Aleksandra Węgierki, Białystok
- 16 lutego 1964 Kordian Juliusz Słowacki postać: Diabeł II reżyseria: Zegalski Jerzy teatr: Teatr im. Aleksandra Węgierki, Białystok
- 26 kwietnia 1964 Nocna opowieść Krzysztof Choiński postać: Kolega reżyseria: Zegalski Jerzy teatr: Teatr im. Aleksandra Węgierki, Białystok
- 4 listopada 1964 Operacja trwa Samuel Aloszyn postać: Lekarz I reżyseria: Kozłowski Tadeusz teatr: Teatr im. Aleksandra Węgierki, Białystok
- 19 grudnia 1964 Sułkowski Stefan Żeromski postać: Żołnierz reżyseria: Zegalski Jerzy teatr: Teatr Dramatyczny im. Aleksandra Węgierki, Białystok
- 4 marca 1965 Zemsta Aleksander Fredro postać: Mularz II reżyseria: Domańska Stefania teatr: Teatr Dramatyczny im. Aleksandra Węgierki, Białystok
- 3 marca 1966 Dwa teatry Jerzy Szaniawski postać: Montek reżyseria: Kozłowski Tadeusz teatr: Teatr Dramatyczny im. Aleksandra Węgierki, Białystok
- 4 maja 1966 Fizycy Friedrich Dürrenmatt postać: Misjonarz Oskar Rose reżyseria: Żukowska Teresa teatr: Teatr Dramatyczny im. Aleksandra Węgierki, Białystok
- 1 stycznia 1967 Trzy białe strzały Jan Makarius postać: Leniwy Burczymucha reżyseria: Jaszkowski Stanisław teatr: Teatr Dramatyczny im. Aleksandra Węgierki, Białystok
- 25 lutego 1967 Mizantrop Molière postać: Oront reżyseria: Żukowska Teresa teatr: Teatr Dramatyczny im. Aleksandra Węgierki, Białystok
- 9 września 1967 Niemcy Leon Kruczkowski postać: Juryś reżyseria: Orlicz Bronisław teatr: Teatr Dramatyczny im. Aleksandra Węgierki, Białystok
- 23 marca 1968 Romeo i Julia William Shakespeare postać: Parys reżyseria: Orlicz Bronisław teatr: Teatr Dramatyczny im. Aleksandra Węgierki, Białystok
- 10 maja 1969 Matka Courage i jej dzieci Bertolt Brecht postać: Żołnierz reżyseria: Wawrzyniak Mirosław teatr: Teatr Dramatyczny im. Aleksandra Węgierki, Białystok
- 10 maja 1969 Matka Courage i jej dzieci Bertolt Brecht postać: Młody chłop reżyseria: Wawrzyniak Mirosław teatr: Teatr Dramatyczny im. Aleksandra Węgierki, Białystok
- 4 stycznia 1970 Czerwone pantofelki Paul Kester postać: Nels reżyseria: Bessert Zbigniew teatr: Teatr Dramatyczny im. Aleksandra Węgierki, Białystok
- 4 marca 1970 Skandal w Hellbergu Jerzy Broszkiewicz postać: Rudi Hagen reżyseria: Orlicz Bronisław teatr: Teatr Dramatyczny im. Aleksandra Węgierki, Białystok
- 24 października 1970 Czarna komedia Peter Shaffer postać: Harold Gorringe reżyseria: Bessert Zbigniew teatr: Teatr Dramatyczny im. Aleksandra Węgierki, Białystok
- 3 stycznia 1971 W pustyni i w puszczy Henryk Sienkiewicz postać: Staś reżyseria: Jaszkowski Stanisław teatr: Teatr Dramatyczny im. Aleksandra Węgierki, Białystok
- 20 lutego 1971 Parady Jan Potocki forma twórczości: role reżyseria: Dobrowolski Andrzej teatr: Teatr Dramatyczny im. Aleksandra Węgierki, Białystok
- 10 lipca 1971 Siała baba mak Krystyna Miłobędzka forma twórczości: reżyseria teatr: Teatr Lalek Świerszcz, Białystok
- 14 października 1971 Elektra, moja miłość Laszlo Gyurko postać: Komendant gwardii reżyseria: Wieszczycki Stanisław teatr: Teatr Dramatyczny im. Aleksandra Węgierki, Białystok
- 7 grudnia 1971 Zbrodnia i kara Fiodor Dostojewski postać: Razumichin reżyseria: Orlicz Bronisław teatr: Teatr Dramatyczny im. Aleksandra Węgierki, Białystok
- 11 maja 1972 Szatan z siódmej klasy Kornel Makuszyński postać: Uczeń VII klasy reżyseria: Orlicz Bronisław teatr: Teatr Dramatyczny im. Aleksandra Węgierki, Białystok
- 23 września 1972 Medea Eurypides postać: Posłaniec reżyseria: Wieszczycki Stanisław teatr: Teatr Dramatyczny im. Aleksandra Węgierki, Białystok
- 25 listopada 1972 Trzy siostry Antoni Czechow postać: Fiodor Kułygin reżyseria: Wilhelm Waldemar teatr: Teatr Dramatyczny im. Aleksandra Węgierki, Białystok
- 25 listopada 1972 Trzy siostry Antoni Czechow forma twórczości: asystent reżysera reżyseria: Wilhelm Waldemar teatr: Teatr Dramatyczny im. Aleksandra Węgierki, Białystok
- 6 stycznia 1973 Niezwykła przygoda Janusz Odrowąż forma twórczości: reżyseria teatr: Teatr Dramatyczny im. Aleksandra Węgierki, Białystok
- 2 lutego 1973 Cena Arthur Miller postać: Walter Franc reżyseria: Wieszczycki Stanisław teatr: Teatr Dramatyczny im. Aleksandra Węgierki, Białystok
- 2 maja 1973 Koniec księgi VI Jerzy Broszkiewicz postać: Jerzy Joachim Retyk reżyseria: Orlicz Bronisław teatr: Teatr Dramatyczny im. Aleksandra Węgierki, Białystok
- 21 września 1974 Wyzwolenie Stanisław Wyspiański postać: Powstaniec I, Chłop, Geniusz, Maska reżyseria: Rozen Henryk teatr: Teatr Dramatyczny im. Aleksandra Węgierki, Białystok
- 21 września 1974 Wyzwolenie Stanisław Wyspiański forma twórczości: asystent reżysera reżyseria: Rozen Henryk teatr: Teatr Dramatyczny im. Aleksandra Węgierki, Białystok
- 28 listopada 1974 Okapi Stanisław Grochowiak postać: Fifi reżyseria: Radecka Barbara Katarzyna teatr: Teatr Dramatyczny im. Aleksandra Węgierki, Białystok
- 9 stycznia 1975 Chłopiec z gwiazd Oscar Wilde forma twórczości: reżyseria teatr: Teatr Dramatyczny im. Aleksandra Węgierki, Białystok
- 25 maja 1975 Nie-Boska komedia Zygmunt Krasiński postać: Przechrzta reżyseria: Wawrzyniak Mirosław teatr: Teatr Dramatyczny im. Aleksandra Węgierki, Białystok
- 20 września 1975 Odwety Leon Kruczkowski postać: Urbaniak reżyseria: Bessert Zbigniew teatr: Teatr Dramatyczny im. Aleksandra Węgierki, Białystok
- 12 października 1975 Dziś do ciebie przyjść nie mogę... Lech Budrecki, Ireneusz Kanicki forma twórczości: role reżyseria: Kanicki Ireneusz teatr: Teatr Dramatyczny im. Aleksandra Węgierki, Białystok
- 12 października 1975 Dziś do ciebie przyjść nie mogę... Lech Budrecki, Ireneusz Kanicki forma twórczości: role reżyseria: Kanicki Ireneusz teatr: Teatr Dramatyczny im. Aleksandra Węgierki, Białystok
- 23 kwietnia 1976 Trzecia pierś Ireneusz Iredyński postać: Tomasz reżyseria: Wilhelm Waldemar teatr: Teatr Dramatyczny im. Aleksandra Węgierki, Białystok
- 23 kwietnia 1976 Trzecia pierś Ireneusz Iredyński forma twórczości: asystent reżysera reżyseria: Wilhelm Waldemar teatr: Teatr Dramatyczny im. Aleksandra Węgierki, Białystok
- 20 listopada 1976 Odprawa posłów greckich Jan Kochanowski postać: Menelaus reżyseria: Witkowski Andrzej teatr: Teatr Dramatyczny im. Aleksandra Węgierki, Białystok
- 23 kwietnia 1977 Samuel Zborowski Juliusz Słowacki postać: Samuel reżyseria: Witkowski Andrzej teatr: Teatr Dramatyczny im. Aleksandra Węgierki, Białystok
- 23 kwietnia 1977 Samuel Zborowski Juliusz Słowacki forma twórczości: asystent reżysera reżyseria: Witkowski Andrzej teatr: Teatr Dramatyczny im. Aleksandra Węgierki, Białystok
- 16 grudnia 1977 Dom lalki Henrik Ibsen postać: Krogstad reżyseria: Koszutska Olga teatr: Teatr Dramatyczny im. Aleksandra Węgierki, Białystok
- 16 grudnia 1977 Dom lalki Henrik Ibsen forma twórczości: asystent reżysera reżyseria: Koszutska Olga teatr: Teatr Dramatyczny im. Aleksandra Węgierki, Białystok
- 17 lutego 1978 Owca Stanisław Stratijew postać: Wiszący reżyseria: Laskowska Wanda teatr: Teatr Dramatyczny im. Aleksandra Węgierki, Białystok
- 15 kwietnia 1978 Czarująca szewcowa Federico García Lorca postać: Don Mirlo reżyseria: Kutryś Ewa teatr: Teatr Dramatyczny im. Aleksandra Węgierki, Białystok
- 15 kwietnia 1978 Czarująca szewcowa Federico García Lorca postać: Autor reżyseria: Kutryś Ewa teatr: Teatr Dramatyczny im. Aleksandra Węgierki, Białystok
- 24 czerwca 1978 Gbury Carlo Goldoni postać: Konstanty reżyseria: Meissner Krystyna teatr: Teatr Dramatyczny im. Aleksandra Węgierki, Białystok
- 29 października 1978 Generał Barcz Juliusz Kaden-Bandrowski forma twórczości: asystent reżysera reżyseria: Zegalski Jerzy teatr: Teatr Dramatyczny im. Aleksandra Węgierki, Białystok
- 29 października 1978 Generał Barcz Juliusz Kaden-Bandrowski postać: Pietrzak reżyseria: Zegalski Jerzy teatr: Teatr Dramatyczny im. Aleksandra Węgierki, Białystok
- 31 marca 1979 Jan Maciej Karol Wścieklica Stanisław Ignacy Witkiewicz postać: Jan Maciej Karol Wścieklica reżyseria: Skwark Józef teatr: Teatr Dramatyczny im. Aleksandra Węgierki, Białystok
- 23 czerwca 1979 Sejm kobiet Arystofanes postać: Wojownik reżyseria: Pisarek Wojciech teatr: Teatr Dramatyczny im. Aleksandra Węgierki, Białystok
- 23 czerwca 1979 Sejm kobiet Arystofanes postać: Chremes reżyseria: Pisarek Wojciech teatr: Teatr Dramatyczny im. Aleksandra Węgierki, Białystok
- 30 września 1979 Tajemniczy ogród Frances Eliza Hodgson Burnett postać: Ben reżyseria: Kozłowski Tadeusz teatr: Teatr Dramatyczny im. Aleksandra Węgierki, Białystok
- 6 stycznia 1980 Wesele Stanisław Wyspiański postać: Poeta reżyseria: Zegalski Jerzy teatr: Teatr Dramatyczny im. Aleksandra Węgierki, Białystok
- 14 czerwca 1980 Szkoła żon Molière postać: Notariusz reżyseria: Zegalski Jerzy teatr: Teatr Dramatyczny im. Aleksandra Węgierki, Białystok
- 23 maja 1981 Igraszki z diabłem Jan Drda postać: Scholastyk reżyseria: Kozłowski Tadeusz teatr: Teatr Dramatyczny im. Aleksandra Węgierki, Białystok
- 10 października 1981 Ciemny grylaż Jerzy Dobrowolski, Stanisław Tym postać: Vulpescu reżyseria: Kozłowski Tadeusz teatr: Teatr Dramatyczny im. Aleksandra Węgierki, Białystok
- 14 listopada 1981 Jonasz i błazen Jerzy Broszkiewicz postać: Profesor Jonasz reżyseria: Śmigasiewicz Waldemar teatr: Teatr Dramatyczny im. Aleksandra Węgierki, Białystok
- 15 stycznia 1982 Krotochwile miłosne Antoni Czechow postać: Iwan Łomow reżyseria: Petelska Ewa teatr: Teatr Dramatyczny im. Aleksandra Węgierki, Białystok
- 10 czerwca 1982 Iwona, księżniczka Burgunda Witold Gombrowicz postać: Szambelan reżyseria: Śmigasiewicz Waldemar, Wojtyszko Maciej teatr: Teatr Dramatyczny im. Aleksandra Węgierki, Białystok
- 6 listopada 1982 Żołnierz Królowej Madagaskaru Julian Tuwim forma twórczości: role reżyseria: Ukleja Jerzy teatr: Teatr Dramatyczny im. Aleksandra Węgierki, Białystok
- 6 listopada 1982 Żołnierz Królowej Madagaskaru Julian Tuwim postać: Cyklista reżyseria: Ukleja Jerzy teatr: Teatr Dramatyczny im. Aleksandra Węgierki, Białystok
- 6 listopada 1982 Żołnierz Królowej Madagaskaru Julian Tuwim postać: Słomiany wdowiec reżyseria: Ukleja Jerzy teatr: Teatr Dramatyczny im. Aleksandra Węgierki, Białystok
- 30 grudnia 1982 Pastorałka Leon Schiller postać: Prologus reżyseria: Kozłowski Tadeusz teatr: Teatr Dramatyczny im. Aleksandra Węgierki, Białystok
- 30 grudnia 1982 Pastorałka Leon Schiller postać: Rabin reżyseria: Kozłowski Tadeusz teatr: Teatr Dramatyczny im. Aleksandra Węgierki, Białystok
- 30 grudnia 1982 Pastorałka Leon Schiller postać: Chłopek reżyseria: Kozłowski Tadeusz teatr: Teatr Dramatyczny im. Aleksandra Węgierki, Białystok
- 30 grudnia 1982 Pastorałka Leon Schiller postać: Bartos reżyseria: Kozłowski Tadeusz teatr: Teatr Dramatyczny im. Aleksandra Węgierki, Białystok
- 26 lutego 1983 Hamlet William Shakespeare postać: Marcelius reżyseria: Aleksandrowicz Tadeusz teatr: Teatr Dramatyczny im. Aleksandra Węgierki, Białystok
- 26 lutego 1983 Hamlet William Shakespeare postać: Grabarz I reżyseria: Aleksandrowicz Tadeusz teatr: Teatr Dramatyczny im. Aleksandra Węgierki, Białystok
- 26 lutego 1983 Hamlet William Shakespeare postać: Aktor stary reżyseria: Aleksandrowicz Tadeusz teatr: Teatr Dramatyczny im. Aleksandra Węgierki, Białystok
- 16 kwietnia 1983 Ożenek Mikołaj Gogol postać: Żewakin reżyseria: Gilewska Ewa teatr: Teatr Dramatyczny im. Aleksandra Węgierki, Białystok
- 10 września 1983 Maria Stuart Juliusz Słowacki postać: Nick reżyseria: Aleksandrowicz Tadeusz teatr: Teatr Dramatyczny im. Aleksandra Węgierki, Białystok
- 14 stycznia 1984 Próg Aleksiej Dudariew (Dudaraw) postać: Andrej Busłaj reżyseria: Aleksandrowicz-Kraśko Miriam teatr: Teatr Dramatyczny im. Aleksandra Węgierki, Białystok
- 18 lutego 1984 Sen nocy letniej William Shakespeare postać: Motek, Pyram reżyseria: Aleksandrowicz Tadeusz teatr: Teatr Dramatyczny im. Aleksandra Węgierki, Białystok
- 14 kwietnia 1984 Henryk VI na łowach Wojciech Bogusławski postać: Antreprener reżyseria: Ukleja Jerzy teatr: Teatr Dramatyczny im. Aleksandra Węgierki, Białystok
- 22 września 1984 Troas Łukasz Górnicki postać: Ulisses reżyseria: Aleksandrowicz Tadeusz teatr: Teatr Dramatyczny im. Aleksandra Węgierki, Białystok
- 24 listopada 1984 Niemcy Leon Kruczkowski postać: Tourterelle reżyseria: Kozłowski Tadeusz teatr: Teatr Dramatyczny im. Aleksandra Węgierki, Białystok
- 5 stycznia 1985 Dziewczynka z zapałkami Henryk Matus postać: Bajkopisarz reżyseria: Aleksandrowicz Tadeusz teatr: Teatr Dramatyczny im. Aleksandra Węgierki, Białystok
- 17 maja 1985 Węzeł Aleksander Gelman postać: Andriej Gołubiew reżyseria: Aleksandrowicz-Kraśko Miriam teatr: Teatr Dramatyczny im. Aleksandra Węgierki, Białystok
- 17 maja 1985 Węzeł Aleksander Gelman forma twórczości: współpraca reżyserska reżyseria: Aleksandrowicz-Kraśko Miriam teatr: Teatr Dramatyczny im. Aleksandra Węgierki, Białystok
- 6 kwietnia 1986 Miłość, czyli życie, śmierć i zmartwychwstanie zaśpiewane: wypłakane i w niebo wzięte przez Edwarda Stachurę Edward Stachura forma twórczości: role reżyseria: Satanowski Jerzy teatr: Teatr Dramatyczny im. Aleksandra Węgierki, Białystok
- 6 kwietnia 1986 Miłość, czyli życie, śmierć i zmartwychwstanie zaśpiewane: wypłakane i w niebo wzięte przez Edwarda Stachurę Edward Stachura forma twórczości: asystent reżysera reżyseria: Satanowski Jerzy teatr: Teatr Dramatyczny im. Aleksandra Węgierki, Białystok
- 13 grudnia 1986 Farfurka królowej Bony Anna Świrszczyńska postać: Florek reżyseria: Karolak Andrzej teatr: Teatr Dramatyczny im. Aleksandra Węgierki, Białystok
- 13 grudnia 1986 Farfurka królowej Bony Anna Świrszczyńska forma twórczości: choreografia, reżyseria: Karolak Andrzej teatr: Teatr Dramatyczny im. Aleksandra Węgierki, Białystok
- 12 marca 1987 Stara kobieta wysiaduje Tadeusz Różewicz postać: Ślepiec reżyseria: Kozłowski Janusz teatr: Teatr Dramatyczny im. Aleksandra Węgierki, Białystok
- 12 września 1987 Krzesła Eugène Ionesco postać: Stary reżyseria: Śmigasiewicz Waldemar teatr: Teatr Dramatyczny im. Aleksandra Węgierki, Białystok
- 6 listopada 1987 Kabaret Kici Koci Miron Białoszewski forma twórczości: role reżyseria: Mich Zbigniew teatr: Teatr Dramatyczny im. Aleksandra Węgierki, Białystok
- 27 marca 1988 Bal manekinów Bruno Jasieński postać: Anraux reżyseria: Jakimiec Andrzej teatr: Teatr Dramatyczny im. Aleksandra Węgierki, Białystok
- 11 czerwca 1988 List z Ameryki Bogdan Madej postać: Józef Chudziak reżyseria: Jakimiec Andrzej teatr: Teatr Dramatyczny im. Aleksandra Węgierki, Białystok
- 9 listopada 1988 Operetka Witold Gombrowicz postać: Książę Himalaj reżyseria: Czarnota Leszek teatr: Teatr Dramatyczny im. Aleksandra Węgierki, Białystok
- 4 lutego 1989 Gałązka rozmarynu Zygmunt Nowakowski postać: p. Słowikowski reżyseria: Hutek Jerzy, Jakimiec Andrzej teatr: Teatr Dramatyczny im. Aleksandra Węgierki, Białystok
- 14 kwietnia 1989 Czarownice z Salem Arthur Miller postać: Parris reżyseria: Jakimiec Andrzej teatr: Teatr Dramatyczny im. Aleksandra Węgierki, Białystok
- 17 grudnia 1989 Betlejem polskie Lucjan Rydel postać: Kazimierz Wielki reżyseria: Jakimiec Andrzej teatr: Teatr Dramatyczny im. Aleksandra Węgierki, Białystok
- 17 grudnia 1989 Betlejem polskie Lucjan Rydel postać: Bartos reżyseria: Jakimiec Andrzej teatr: Teatr Dramatyczny im. Aleksandra Węgierki, Białystok
- 22 kwietnia 1990 Kurs mistrzowski David Pownall postać: Stalin reżyseria: Jakimiec Andrzej teatr: Teatr Dramatyczny im. Aleksandra Węgierki, Białystok
- 16 grudnia 1990 Wesele Stanisław Wyspiański postać: Gospodarz reżyseria: Jakimiec Andrzej teatr: Teatr Dramatyczny im. Aleksandra Węgierki, Białystok
- 16 marca 1991 Lęki poranne Stanisław Grochowiak postać: Alf reżyseria: Hutek Jerzy teatr: Teatr Dramatyczny im. Aleksandra Węgierki, Białystok
- 26 maja 1991 Przed sklepem jubilera Karol Wojtyła – Jan Paweł II postać: Adam reżyseria: Marczewski Andrzej Maria teatr: Teatr Dramatyczny im. Aleksandra Węgierki, Białystok
- 15 grudnia 1991 Wesoła wdówka Lehar Franz (opr.śkotnicki J.) postać: Bvaron Mirko Zeta reżyseria: Jakmiec a.,Skotnicki J. teatr: Teatr Dramatyczny im. Aleksandra Węgierki, Białystok
- 8 maja 1992 Nienawidzę Marek Koterski forma twórczości: role reżyseria: Hutek Jerzy teatr: Teatr Dramatyczny im. Aleksandra Węgierki, Białystok
- 21 czerwca 1992 Polowanie na karaluchy Janusz Głowacki postać: Urzędnik emigracyjny, Rysio, Cenzor reżyseria: Różewicz Jan teatr: Teatr Dramatyczny im. Aleksandra Węgierki, Białystok
- 18 października 1992 Ciotunia Aleksander Fredro postać: Szambelan Kawalerski reżyseria: Grochoczyński Tomasz teatr: Teatr Dramatyczny im. Aleksandra Węgierki, Białystok
- 2 maja 1993 Lekcja Eugène Ionesco postać: Profesor reżyseria: Jakimiec Andrzej teatr: Teatr Dramatyczny im. Aleksandra Węgierki, Białystok
- 20 czerwca 1993 Edukacja Rity Russell Willy postać: Profesor reżyseria: Hamerszmit Janusz teatr: Teatr Dramatyczny im. Aleksandra Węgierki, Białystok
- 21 listopada 1993 Ambasador Sławomir Mrożek postać: Ambasador reżyseria: Jakimiec Andrzej teatr: Teatr Dramatyczny im. Aleksandra Węgierki, Białystok
- 18 września 1994 Ja, Feuerbach Tankred Dorst postać: Aktor Feuerbach reżyseria: Jakimiec Andrzej teatr: Teatr Dramatyczny im. Aleksandra Węgierki, Białystok
- 18 grudnia 1994 Ferdydurke Witold Gombrowicz postać: Wuj Konstanty reżyseria: Jakimiec Andrzej teatr: Teatr Dramatyczny im. Aleksandra Węgierki, Białystok
- 20 maja 1995 Trzy razy Antoni Czechow Antoni Czechow postać: Iwan Iwanowicz Niuchin reżyseria: Hutek Jerzy teatr: Teatr Dramatyczny im. Aleksandra Węgierki, Białystok
- 20 maja 1995 Trzy razy Antoni Czechow Antoni Czechow postać: Andrzej Andriejewicz Szypuczin reżyseria: Hutek Jerzy teatr: Teatr Dramatyczny im. Aleksandra Węgierki, Białystok
- 19 listopada 1995 Lekarz mimo woli Molière postać: Sganarel reżyseria: Hutek Jerzy teatr: Teatr Dramatyczny im. Aleksandra Węgierki, Białystok
- 18 lutego 1996 Gęsi za wodą Jarosław Abramow-Newerly postać: Miecio reżyseria: Jakimiec Andrzej teatr: Teatr Dramatyczny im. Aleksandra Węgierki, Białystok
- 24 listopada 1996 Detektyw Anthony Shaffer postać: Andrews Wyks reżyseria: Jakimiec Andrzej teatr: Teatr Dramatyczny im. Aleksandra Węgierki, Białystok
- 14 marca 1997 Dom na granicy Sławomir Mrożek postać: Teść reżyseria: Jakimiec Andrzej teatr: Teatr Dramatyczny im. Aleksandra Węgierki, Białystok
- 15 czerwca 1997 Matecznik (Album teatralny) Edward Redliński forma twórczości: role reżyseria: Jakimiec Andrzej teatr: Teatr Dramatyczny im. Aleksandra Węgierki, Białystok
- 17 października 1997 Wdowy Sławomir Mrożek forma twórczości: role reżyseria: Jakimiec Andrzej teatr: Teatr Dramatyczny im. Aleksandra Węgierki, Białystok
- 15 lutego 1998 Pierścień i róża, czyli historia Lulejki i Bulby William Makepeace Thackeray postać: Król Walorozo reżyseria: Tomasik Jacek teatr: Teatr Dramatyczny im. Aleksandra Węgierki, Białystok
- 7 czerwca 1998 Ptaki Arystofanes forma twórczości: role reżyseria: Jakimiec Andrzej teatr: Teatr Dramatyczny im. Aleksandra Węgierki, Białystok